# Veillée mortuaire
Pour les articles homonymes, voir  Veillée mortuaire.
 (janvier 2013).
Si vous disposez d'ouvrages ou d'articles de référence ou si vous connaissez des sites web de qualité traitant du thème abordé ici, merci de compléter l'article en donnant les références utiles à sa vérifiabilité et en les liant à la section « Notes et références ».
Veillée mortuaire (The Wake) est le dixième album de la série de bande dessinée anglo-américaine Sandman scénarisé par Neil Gaiman et préfacé par Mikal Gilmore.
L'album est divisé en trois chapitres de veillée mortuaire, qui suit l'arc narratif du Sandman, et en trois contes autonomes : Dimanche en deuil, Exils et La Tempête.

## Chapitres

### Chapitre 1: à la suite des évènements récents
Dessins de Michael Zulli ; couleurs de Daniel Vozzo ; 24 planches. Titre original : Chapter 1, Which Occurs in the Wake of What Has Gone Before.
Une colombe porte le message à tous les membres de la famille d'Éternels : Dream est mort à la suite de l'action des Bienveillantes. Tous répondent à l'appel, sauf Destruction. Ils rencontrent Moulder, de la nécropole de Litharge, introduite dans Linceuls qui leur ouvre les portes des catacombes situées sous la cité. Puisqu'aucun d'entre eux ne peut y aller en personne, ils créent un homme à partir de boue, que Delirium nomme Eblis O'Shaughnessy, et qu'ils envoient chercher le livre des rituels et les linceuls, accompagné d'une méduse pour l'éclairer.
Pendant ce temps, la nouvelle incarnation de Dream, Daniel Hall, assume ses fonctions. Il recrée Abel, la citrouille Marvin, et tente de recréer Fiddler's Green qui refuse de revenir d'entre les morts. Plusieurs personnages, dont Lyta Hall, Hob Gadling ou Bastet s'endorment et commence à se diriger vers le lieu de cérémonie.

### Chapitre 2: Veillée mortuaire
Dessins de Michael Zulli ; couleurs de Daniel Vozzo ; 24 planches. Titre original : Chapter 2, In Which a Wake is Held.
Tous les rêveurs se rejoignent pour la cérémonie, tous se souviennent du Maître des Rêves, et donne leur témoignage. Seul Daniel Hall ne peut assister à la veillée mortuaire. Le corbeau Matthew s'en veut toujours d'avoir abandonné Morphée mais finalement rejoint la veillée à son tour. Rose Walker révèle qu'elle est enceinte, ce à quoi Lyta Hall répond qu'elle devrait tuer son bébé, avant qu'il ne lui brise le cœur. Superman, Batman et le Limier Martien, John Constantine, Docteur Occulte et Phantom Stranger font leurs apparitions.

### Chapitre 3: À notre réveil
Dessins de Michael Zulli ; couleurs de Daniel Vozzo ; 24 planches. Titre original : Chapter 3, In Which We Wake.
Matthew et les Éternels rendent tour à tour hommage à Morphée. Destruction demande l'hospitalité à Daniel Hall pour faire connaissance et quand il lui dit que les choses changent, Daniel acquiesce, ce qui n'avait jamais été le cas de Morphée. Le corps de Morphée est bientôt dans un bateau en forme de cygne qui vogue sur une rivière vers l'univers et chacun se tient sur le rivage pour l'observer. Et alors que le bateau disparaît dans éclair de lumière, les rêveurs se réveillent peu à peu. Lyta Hall rencontre Daniel Hall et la mère et le fils se reconcilient. Bientôt il est temps pour Daniel Hall, le nouveau Dream, de rencontrer le reste de la famille.

### Épilogue: Dimanche en deuil
Dessins de Michael Zulli ; couleurs de Daniel Vozzo ; 24 planches. Titre original : An Epilogue, Sunday Mourning.
Six mois après son réveil de la veillée dans À notre réveil, Robert Gadling et son amie Gwen vont passer un dimanche dans une fête médiévale aux États-Unis, avec marché et pièce de théâtre, dans lequel Gwen joue le rôle de Dame Constance du Lac. L'anglais ne peut s'empêcher de se plaindre que la fête n'est qu'une grande masquarade et qu'elle est loin d'être fidèle à l'Histoire. C'est l'occasion pour Gadling de se souvenir de sa longue histoire, de se souvenir des traites négrières dont il ne peut s'empêcher de se sentir responsable aux yeux de Gwen, qui est noire. Cette dernière n'en finit pas de s'étonner que Robert parle autant du passé et refuse de croire que Robert est plus âgé que 32 ans, comme en témoigne son permis de conduire. Pendant que Gwen se prépare à sa représentation, Hob s'arrête à une taverne et commence à aligner les bières ; bientôt il s'introduit dans une maison en ruine où il rencontre Death, qui lui confirme la mort de Dream six mois plus tôt et lui demande s'il désire lui-même passer l'arme à gauche. Toujours nostalgique, Robert refuse néanmoins de prendre la main de la Mort et s'en va retrouver Gwen. Alors qu'il s'assoupit, Hob fait un rêve où figurent Destruction et Dream. Quand il se réveille, il annonce à Gwen qu'il a passé une merveilleuse journée.

### Exils
Encrage et couleurs de John J. Muth ; 24 planches. Titre original : Exiles.
Maître Li, un vieux conseiller de plusieurs empereurs chinois, a été envoyé en exil après que son fils ait participé à la révolte du lotus blanc. Après être passé dans les monts Nan Shan, il traverse un désert et se retrouve dans les terres molles. S'ensuit une série de réflexions et de contemplations tandis que son chemin dans le temps et l'espace des terres molles l'amène à croiser un chaton, Le Promeneur Solitaire de la Nuit, et Dream, avec lequel ils échangent des pensées. Une troupe de cavaliers fantômes arrivent bientôt à leur rencontre et leur chose les quitte sur « Omnia mutantur, nihil interit », que Dream traduit par : « Tout change, mais rien n'est vraiment perdu ». Dream invite Maître Li à venir vivre dans son Royaume des Rêves, mais Maître Li répond qu'il préfère suivre son chemin vers le village de Wei et les ordres de son empereur.
Exils fait écho aux récits Terres molles.

### La Tempête
Textes de Neil Gaiman et William Shakespeare ; crayonné de Charles Vess, Bryan Talbot, John Ridgway et Michael Zulli ; encrage de Charles Vess ; couleurs de John J. Muth ; 24 planches. Titre original : The Tempest.
Le récit débute en novembre 1610 à Stratford où William Shakespeare passe les dernières années de sa vie, loin du tumulte londonien. Shakespeare y vit paisiblement dans un cottage avec sa femme Anne Hathaway et sa fille Judith Quiney. Sa vie est partagée entre ses promenades avec son ami Ben Jonson et sa manie quasi-obsessionnelle d'écrire, que sa femme ne comprend pas. En réalité, Shakespeare veut terminer le pacte qu'il avait fait avec Dream, et lui donner une deuxième histoire après Songe d'une nuit d'été. Quand La Tempête est terminée, Dream invite Shakespeare dans son royaume pour un verre de vin. À son réveil, Shakespeare se rend compte que le poids, le fardeau des mots qu'il a porté toute sa vie est envolé et qu'il peut enfin laisser reposer sa plume. Shakespeare meurt le 23 avril 1616.
Ce récit est le deuxième et dernier à mettre en scène Dream et William Shakespeare après Songe d'une nuit d'été.